# Ricardo Peláez Linares
Ricardo Peláez Linares (Ciutat de Mèxic, 14 de marc de 1963) és un futbolista mexicà retirat de la dècada dels 90.
El seu principal club fou el Necaxa, on hi jugà 10 temporades entre 1987 i 1997 i marcà 138 gols. També jugà a América i Guadalajara. Fou internacional amb la selecció mexicana, amb la qual participà en la Copa del Món de Futbol de 1998, on marcà dos gols. En total jugà 43 partits amb Mèxic i marcà 16 gols.